# Arabia preislamica
Con Arabia Preislamica (in arabo شبه الجزيرة العربية قبل الإسلام‎?) si fa riferimento al contesto politico, economico e culturale della penisola arabica prima dell'emergere dell'Islam nel 610 d.C.
Le popolazioni presenti in questo territorio diedero vita a civiltà diverse. Si ha notizia del modo di vivere di queste popolazioni tramite reperti archeologici di varia natura, nonché di resoconti scritti al di fuori dell'Arabia e tradizioni orali arabe che furono successivamente registrate dagli storici islamici. Le informazioni rimangono tuttavia poche e incerte. Tra le civiltà più importanti si annoverano i Thamudeni (3000 a.C.- 300 d.C.) e i Dilmun (4000 a.C. - 600 d.C.). Inoltre, dall'inizio del primo millennio a.C., l'Arabia meridionale era la patria di un certo numero di regni anche molto avanzati, come quello di Saba, noto per le sue opere idriche. Il Najd e l'Hegiaz, infine, erano abitati da tribù nomadi dedite alla pastorizia, al commercio e alla guerra.
La religione preislamica in Arabia comprendeva credenze politeistiche locali (Jāhiliyya), ma anche varie forme di cristianesimo, giudaismo, manicheismo e zoroastrismo.

## Contesto geografico

### Najd
Il Najd si presenta come una regione molto arida, in quanto completamente attraversata dal Deserto Arabico. Vi abitavano popolazioni sostanzialmente nomadi che vivevano di allevamento e di coltivazione di palme da dattero.
Facevano eccezione i regni di Hira e Ghassan, vassalli rispettivamente dell'impero sasanide e dell'Impero bizantino. Qui, oltre a essersi diffuso il cristianesimo in maniera estensiva, vi si era formata una società già più organizzata.

### Hejaz
Nell'Hejaz la situazione non era differente rispetto al Najd, se non per il passaggio di molte delle vie carovaniere che collegavano i porti sull'Oceano Indiano e sul Golfo Persico al mar Mediterraneo. A trarre particolare fortuna da questa posizione erano le tribù delle città-oasi di Mecca, Khaybar e Yathrib (Medina), veri e propri empori e sedi di molte delle carovane.
Se quindi lontano dalle città la situazione non differiva dal resto della Penisola arabica, negli insediamenti sulle rotte carovaniere si svilupparono società urbane che videro il loro apice nelle aristocrazie mercantili di Mecca e Yathrib.
In questa regione si sviluppò anche qualche esempio di agricoltura non solo di palma da datteri, ma anche di grano, sebbene questo tipo di attività non rischiò neanche lontanamente di prendere il posto dell'allevamento di cammelli, i cui prodotti non solo erano più abbondanti e facili da reperire, ma avevano una richiesta maggiore sul mercato estero.

### Arabia Felix
Una terza situazione l'abbiamo nell'Arabia Felix, oggi compresa in larga parte dallo Yemen. Tra piogge abbondanti, vi si era formata una civiltà urbana e avanzata autrice di avanzatissimi sistemi di irrigazione (come la diga di Ma'rib). Tra i regni più importanti vi fu sicuramente quello di Saba abitato dai Sabei.
Tra architetture sontuose e una notevole eredità culturale, nell'Arabia meridionale vi furono molteplici esempi di monarchi cristiani ed ebrei, culti questi derivati dall'Abissinia, dalla quale partirono molteplici spedizioni per sottomettere l'area.
La civiltà iniziò a decadere quando subì l'ennesima invasione del Regno di Axum e quando la diga di Ma'rib crollò, allagando città e coltivazioni. Il risultato fu la diaspora e la lenta assimilazione della cultura sudarabica, all'epoca distinta.

### Arabia Magna
La zona a Nord dell'Arabia (chiamata nell'antichità Arabia Deserta o Arabia Magna), la quale è principalmente deserta e montana, principalmente aride – si ipotizza che in queste zone si siano originate le originali tribù semite che comporranno poi gli arabi stessi. Era principalmente abitata da comunità beduine, definite "ismaelite".

## Arabia orientale (Najd)

### Dilmun
Durante l'età del bronzo gran parte della zona geografica fu occupata dalla civiltà di Dilmun, il cui centro principale si trovava nell'odierno Bahrein. La società prosperò tra il III millennio a.C. fino al 1800 a.C. circa, essendo quindi contemporanea con le grandi civiltà della Mesopotamia e quelle di Magan e Muscat, in Oman moderno.
Fu un importante centro commerciale, che aveva contatti col Medio Oriente e, attraverso il golfo Persico anche con l'antica civiltà dell'Indo, per questo motivo i Sumeri lo definivano un luogo sacro nella loro letteratura: nell'epopea di Gilgamesh l'eroe visita il luogo per incontrare Utnapistim, che nel racconto della genesi sumera venne trasportato dagli dei in quel luogo dopo il diluvio, si ritiene quindi che questo luogo potesse essere stato d'ispirazione per il giardino dell'Eden.
Dilmun è menzionata in una serie di lettere scambiate con il sovrano cassita Burna-Buriash II, il ché fa supporre che i due regni fossero alleati o comunque in buone relazioni, il regno è in seguito decaduto e diventato soggetto dell'impero assiro e poi di quello persiano.

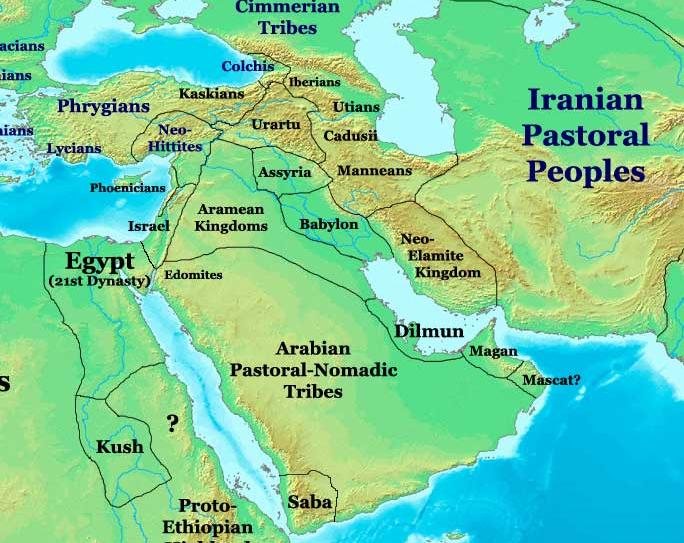
Medio Oriente intorno al 1000 a.C., incluso il regno di Dilmun

Si riteneva che i fenici si potessero essere originati dal regno di Dilmun, ma ad oggi l'ipotesi è stata largamente abbandonata.

### Colonizzazione del golfo Persico
Alessandro Magno era interessato a soggiogare al suo impero le terre d'Arabia, ma la sua morte prematura impedì tale campagna, i Seleucidi spedirono però una serie di sentinelle ad esplorare la terra. Esploratori greci, come Nearco, ci raccontano delle città di Gerrha (identificata con Al-Hofuf) e Tylos, l'odierno Bahrain, che loro descrivevano come "terre verdeggianti". Con l'avvento degli arabi si formarono alcuni piccoli regni come quello di Al-Hira, i Ghassanidi, i Lakhmidi e i Kinda, che stabilirono un breve regno nell'Arabia centrale.
La regione del golfo persico fu integrata nell'impero Seleucide (come testimoniato dal sito archeologico di Qal'at al-Bahrain), nell'impero partico e poi fu conquistata dal sovrano sasanide Ardashir I, sconfiggendo l'esercito arsacide ed instaurando la provincia dell'Arabia orientale, suddivisa nei governatorati di Haggar, Mishmahig e Batan Ardashir. La provincia divenne un centro di rifugio per i cristiani nestoriani e siriaci, fuggiti dall'Impero bizantino perché perseguitati, dalla regione (chiamata da loro Beth Qatraye) provengono importanti scrittori come Isacco di Ninive, Dadisho Qatraya e Gabriele di Qatar.

## Arabia occidentale (Hejaz)

### Dedan e Thamud
I Dedan (o Lihyan) furono un'antica civiltà dell'Arabia occidentale, che controllava insieme ai Thamudeni le rotte delle carovane, non si conosce però molto su questa civiltà.
Per quanto riguarda i Thamudeni, vi sono varie fonti mesopotamiche e classiche che attestano la loro esistenza, si trattavano molto probabilmente di un regno o una confederazione tribale. La tribù Thamudena occupa un importante ruolo nella sūra 15 del Corano – nella tribù dimorava il profeta Salih, che cercò di convertirli, e come segno divino gli regalò una cammella. I capi della tribù, non fidandosi, la colpiscono e Allah li distrugge, risparmiando solo Salih e i suoi adepti.

## Arabia meridionale (Arabia Felix)

### Regno di Saba
La regione meridionale della penisola arabica ha avuto la propria storia, quasi del tutto scollegata dalle altre regioni, e si susseguirono una serie di regni.
Il più grande regno è quella Sabeo – nel suo picco di splendore sotto Karib'il Watar si era esteso in tutto il moderno Yemen, e aveva stabilito delle colonie commerciali sul corno d'Africa, che poi diverranno il regno di D'mt, aveva costruito imponenti opere architettoniche come la diga di Marib e il tempio di Awwan. Il regno di Saba compare nella Bibbia, dove si originava da un figlio di Ismaele e Keturà (Genesi 25:1-4), particolare è anche la visita della regina di Saba a Salomone, narrata in 1 Re 10 che potrebbe indicare che Saba aveva contatti commerciali con regni settentrionali, secondo la tradizione etiope il loro primo sovrano Menelik I fu il figlio della regina e Salomone.
Col tempo il regno di Saba iniziò a commerciare con la Mesopotamia e con l'Estremo Oriente, per cui controllavano i commerci sulla rotta delle spezie e la via dell'incenso sul Mar Rosso; ebbero anche relazioni commerciali coi Romani. In seguito però il regno si indebolì e fu sopraffatto da quello di Himyar.

### Qataban e i Minei
I Minei o Minaici (gli abitanti del regno di Ma'in), furono la principale potenza nello Yemen nord-occidentale, controllando insieme a Saba la via dell'incenso, per questo motivo, alcune iscrizioni di questo regno sono state ritrovate in Egitto e sull'isola di Delo.
Qataban, invece, fu influente intorno alla città di Timna e controllava i commerci di incenso e mirra con tutta l'Arabia.

### Regni minori
- Il regno di Himyar era concentrato intorno alla capitale Zafar (la moderna Sana'a) e si sostituì a Saba; il regno ebbe breve durata, fu infatti invaso dal regno vicino di Axum che portò il Cristianesimo nella zona, Saba si ribellò per breve tempo ma venne poi soggiogata una seconda volta.[16]
- Il regno di Awsar: il principale rivale del regno di Saba, che poi divenne un suo vassallo e venne distrutto
- Il regno di Hadramawt: un alleato di Saba, che poi divenne un grande regno una volta caduti i Sabei, ma furono poi invasi dagli uomini di Himyar[17]

In seguito questi regni finirono sotto l'influenza dell'impero sasanide, che portò con sé lo  Zoroastrismo.

Situazione politica dello Yemen intorno al 100 a.C.

## Arabia settentrionale (Arabia Magna)

### Antichità e tribù pre-beduine
L'Arabia settentrionale era nella sfera d'influenza delle civiltà fluviali della Mesopotamia, ed era abitata da popolazioni nomadi sparse di origine semitica, chiamate convenzionalmente Aramei, Ciassari o Caldei (perché parlavano l'aramaico, che soppiantò rapidamente l'accadico come lingua predominante), alcuni stati fondati dai Caldei furono Aram-Damasco in Canaan e l'impero neo-babilonese. Alcune di queste popolazioni furono sottomesse ai Persiani, che designavano la satrapia di Arabia come tutte le terre tra il Nilo e l'Eufrate, le popolazioni erano esenti dalle tasse, ma dovevano comunque riportare un pagamento in franchincenso.

Col tempo, queste popolazioni nomadi hanno iniziato a raggrupparsi in tribù o confederazioni tribali; la più importante essendo i Kedariti, che divennero una vera e propria monarchia assoggettata inizialmente agli Assiri ma poi ribellatisi. I Kedariti furono poi rimpiazzati dai Nabatei, un'altra confederazione tribale che fu di grande splendore, al punto da scontrarsi con gli Antigonidi e gli Asmonei. La loro città principale era Petra.

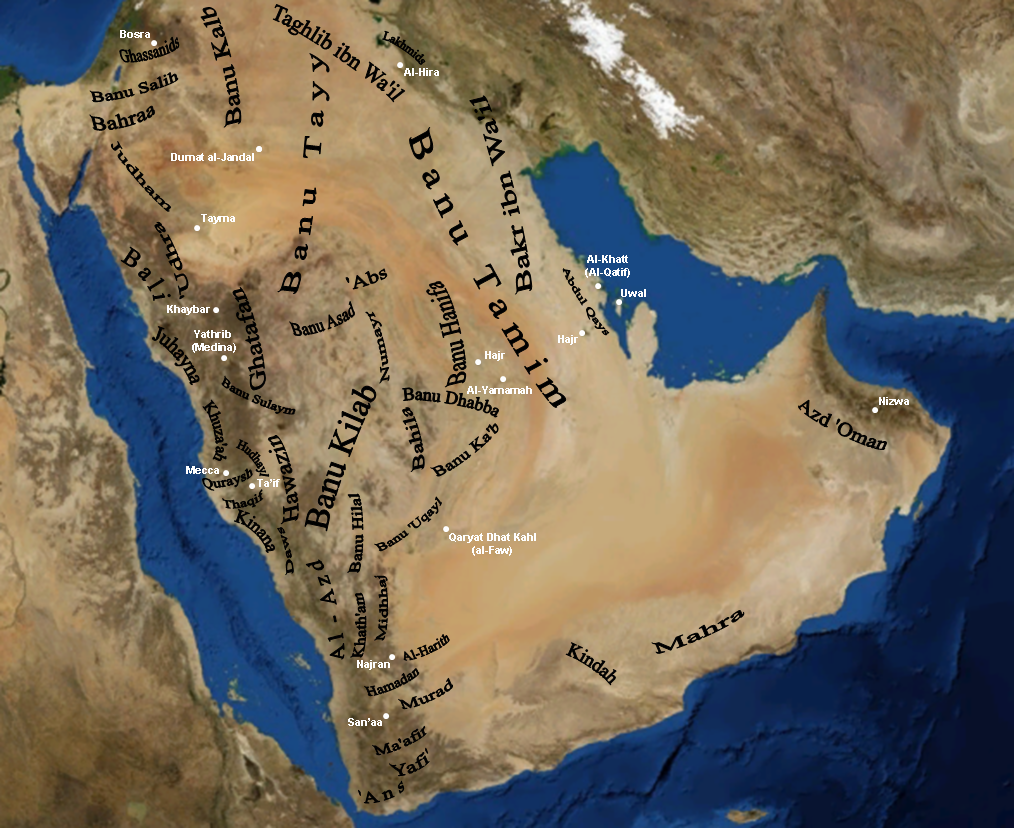
Mappa delle principali tribù pre-beduine nell'Arabia antecedente l'Islam

I Nabatei avevano contatti commerciali coi Romani, solo in seguito l'esercito romano di Traiano li sconfisse e li rese parte dell'impero, creando la provincia d'Arabia, suddivisa in Arabia Petrea, Arabia Felix ed Arabia Deserta, venne anche stabilito il Limes Arabicus, oltre il quale continuarono a vivere le tribù arabiche, adesso seguendo lo stile beduino. Già in antichità il nome "arabi" era utilizzato per designare le popolazioni del deserto.

### Insediamento degli arabi

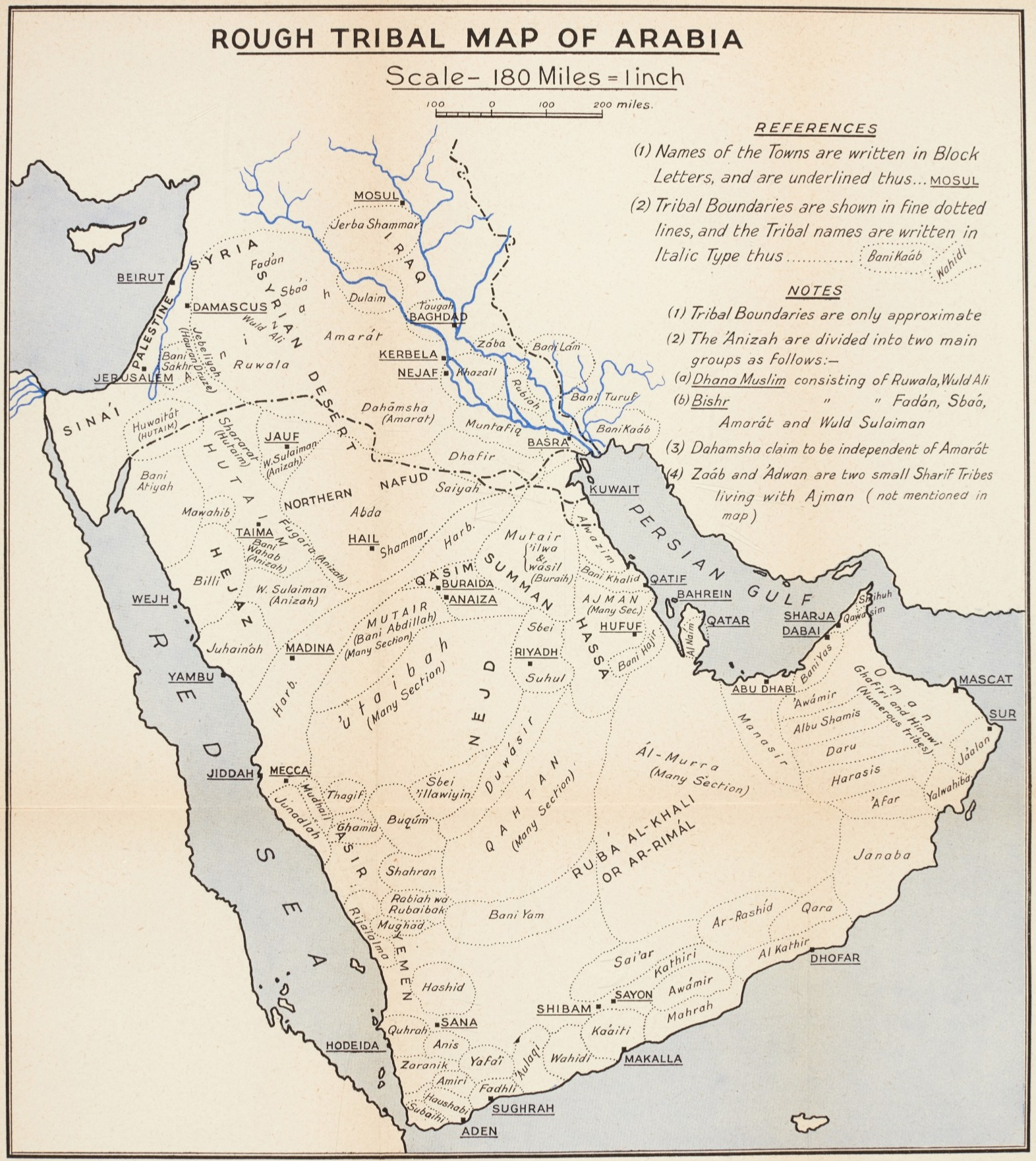
Società tribali arabe intorno all'anno 600

Il popolo principale della Penisola Arabica è sempre stato quello degli Arabi, tuttavia all'epoca della Jāhiliyya non fu l'unico. Erano infatti affiancati dalle popolazioni sopracitate quali sudarabica, nabatea ed ebraica.
Secondo la tradizione islamica il popolo arabo discenderebbe da Ismaele, figlio del patriarca Abramo, il quale sarebbe stato abbandonato nel luogo dove avrebbero costruito la Kaʿba insieme ad Agar. Ismaele sarebbe quindi il progenitore degli Ismaeliti, da cui si originano le tribù arabiche e di conseguenza gli arabi semiti. Nella tradizione ebraica Ismaele sarebbe diventato il capostipite di 12 tribù arabiche (simili alle 12 tribù israelite), in ordine: Nebaiòt, Kedar, Abdeèl, Mibsam, Misma, Duma, Massa, Adad, Tema, Ietur, Nafis e Kedma (Genesi 25).
Ci sono molte ipotesi circa l'origine etnografica del popolo arabo. Secondo alcuni sarebbe sorto grazie a una fusione di popolazioni semitiche immigrate dall'Africa nella penisola arabica settentrionale o in Mesopotamia, secondo altri si sarebbe originato autonomamente duemila anni prima di Cristo da un substrato semitico che sarebbe originario nella stessa area.
La società araba, fatte le dovute eccezioni, era sia in città che nel deserto rilegata in uno stato di totale anarchia tribale. La società beduina rifiutava ogni tipo di sistema politico centrale. Ogni tentativo fatto di federare o unificare le varie tribù si è sempre risolto nel peggiore dei modi.
La popolazione era quindi tribù dalla dimensione e dal prestigio variabile, sotto questo primo raggruppamento vi era poi il clan e infine la famiglia. L'uomo non contava se non in relazione ai suoi gradi di parentela. L'individuo era infatti visto non come portatore di diritti egli stesso, quanto come membro di una tribù che era la reale detentrice dei suoi diritti. Anche la proprietà era rilevata alla comunità di appartenenza, l'allevatore, infatti, mandava al pascolo le bestie della sua tribù, non le sue. Discorso diverso per la donna, che invece era considerata come un oggetto sul quale unicamente il padre prima e il marito poi aveva dei diritti. Una neonata infatti poteva essere uccisa senza problemi, discorso diverso per i maschi, invece tutelati dal diritto tribale. La società preislamica era infatti profondamente patriarcale con all'apice un anziano distintosi per le sue abilità da giovane e dotato di carisma.
La giustizia veniva amministrata con il taglione. Un'offesa fatta a un uomo ricadeva su tutta la sua tribù, scatenando delle faide che potevano durare per generazioni. Molti conflitti venivano poi scatenati o risolti in battaglia, dove i guerrieri si caricavano frontalmente e dove la forza bruta costituiva l'unica tattica accettata. Il ritirarsi dallo scontro o il ricorrere all'inganno avrebbe fatto ricadere il disonore su tutta la comunità, scatenando rappresaglie dagli altri gruppi. Spesso guerre e faide si concludevano con il totale annientamento della tribù nemica e il successivo schiavizzamento di donne e bambini.
Ruolo importantissimo era svolto dai poeti, che spesso cantavano gli eventi salienti della storia, assumendo il ruolo di autentici giornalisti e storici. Sotto le loro note si delineava la grandezza di una comune eredità araba e membri di due tribù nemiche potevano stringere persino amicizia. Nei luoghi sacri era infatti vietato combattere e i giovani stavano anche per ore ad ascoltare le poesie. Altro "collante della società" era anche il pellegrinaggio alla Kaʿba, tradizione alla quale ogni buon arabo doveva prendere parte, per poter offrire sacrifici ai suoi dei.
Tradizionalmente, le antiche tribù arabe sono suddivise in 3 classificazioni:
- Al-Arab al-Ba'ida (in arabo العرب البائدة‎?), gli "arabi scomparsi", comprendente tribù  pre-beduine come gli ʿĀd, i Thamudeni, i Ṭasm, Jadis, Iaq, Al-Samayda, i Nabatei e altre; tribù generalmente più antiche e che ai tempi dell'avvento dell'Islam erano già decadute, erano governate dal Banū, una figura patriarcale
- Al-Arab al-Ariba (in arabo العرب العاربة‎?), gli "arabi puri", comprendente solamente la tribù dei Qahtaniti e i Kahlaniti, e le tribù derivanti (Tayy, Azd, Kinda, Al-Hira, Ghassanidi, Lakhmidi ecc.), che abitarono la parte centrale della penisola
- Al-Arab al-Mustarabah (in arabo العرب المستعربة‎?), letteralmente "arabi arabizzati", comprendente il clan degli Adnaniti e derivati (Hawazin, Qurays, Ma'add...), discendenti di Adnan, furono i primi a convertirsi all'Islam, difatti il profeta Maometto era di questa tribù.[27]

Con la fondazione e la seguente espansione del califfato Rashidun, alcune tribù furono assimilate o convertite, mentre altre subirono una diaspora nel mondo, principalmente in Africa.

## Religioni

### Paganesimo arabo
Il credo dei primi arabi era sostanzialmente politeista e animista. Il centro del pantheon meccano era rappresentato dal dio Hubal e dalle sue tre figlie, Allat, Al-'Uzzā e Manat. Vi erano poi altre divinità minori, e la natura sarebbe stata popolata di Jinn, spiriti e ninfe delle più diverse specie. Gli Arabi veneravano questi esseri soprannaturali sotto forma di betili, idoli posti in luoghi particolari, altrettanto sacri, alcuni di questi incustoditi e pubblici, altri protetti da questa o quella tribù. Esempio di santuario "privato" era la Kaʿba, meta di pellegrinaggi e centro spirituale del paganesimo arabo, questo era infatti posto sotto il controllo di un preciso clan arabo della città di La Mecca.
Intorno alla Ka'ba c'era una contesa su chi dovesse proteggerla e custodirla, ma sempre e comunque fuori da essa, in quanto vi era il divieto assoluto di entrare nel recinto sacro del tempio (Bayt) della Ka'ba.

### Cristianesimo
Il cristianesimo era presente nell'Arabia preislamica, soprattutto con le Chiese monofisita e nestoriana.
Il culto sarebbe derivato a nord tramite la Siria bizantina e a sud tramite il regno di Axum. Ma solo poche zone sarebbero state uniformate dal punto di vista religioso, tra queste parte dello Yemen e i regni di Hira e Ghassan.

### Ebraismo
Nella penisola arabica furono presenti molte tribù ebraiche. La loro provenienza rimane però incerta. Si è indecisi infatti se fossero tribù arabe convertitesi all'ebraismo o ebrei giunti nel periodo della cattività babilonese e poi completamente arabizzate.
Le fonti ci testimoniano poi che vi sarebbero state 12 tribù ebraiche a La Mecca e 3 a Yathrib, nonché monarchi nella regione dell'Arabia Felix, diventati ebrei.

### Ḥanīf
Gli Ḥanīf sarebbero stati monoteisti (non ebrei, non cristiani e non mazdei), seguaci del presunto culto originario di Abramo. Sarebbero diventati più comuni soprattutto a partire dal VI secolo, quando un numero crescente di Arabi si stava accostando a fedi monoteistiche.

### Zoroastrismo
L'impero sasanide, con la sua presenza nelle aree himyaritiche, avrebbe esercitato una discreta influenza nella Penisola arabica, dove si verificarono anche alcune sporadiche conversioni allo zoroastrismo.